# بوقية ألفرد نويع عريضة الأجنحة
بوقية ألفرد نويع عريضة الأجنحة (باللاتينية: Fritillaria alfredae Post subsp. platyptera) نويع نباتي ضمن نوع بوقية ألفرد ينتمي إلى جنس البوقية من الفصيلة الزنبقية.

## الموئل والانتشار
موطنها بلاد الشام وتركيا.

## مرادفلات للاسم العلمي
- (باللاتينية: Fritillaria platyptera Sam. ex Rech. f.)